# Lysapsus laevis
Lysapsus laevis és una espècie de granota que viu a Bolívia, el Brasil i Guaiana.